# 承德县北站
承德县北站位于河北省承德市承德县六沟镇，是京哈客运专线京沈段的一座车站，2018年12月29日建成启用。

## 车站结构
承德县北站站房以“兴业创新，盛世典藏——承德华章”为设计理念，建筑面积4997.66平方米，候车厅面积958.5平方米，站场包括2座站台、4条股道，设旅客天桥一座，旅客流线设计为上进上出。
|          |                                         |
| 站房     | 进站口、售票、候车、检票口              |
| 侧式站台 |                                         |
| 1站台    | 京沈客运专线 往沈阳方向（平泉北站）     |
| 通过线   | 京沈客运专线下行列车通过线              |
| 通过线   | 京沈客运专线上行列车通过线              |
| 2站台    | 京沈客运专线 往北京朝阳方向（承德南站） |
| 侧式站台 |                                         |